# Хор Шведського радіо
Хор Шведського радіо (швед. Radiokören) — радіоансамбль Шведського радіо, професіональний класичний хор у складі 32 співаків, що виконує як невеликі п'єси a capella, так і масштабні твори ораторіального характеру. Регулярно бере участь у концертах разом з симфонічним оркестром Шведського радіо, а також інших мистецьких заходах, гастролях та записах. Колектив було засновано у 1925 році членами католицького церковного хору Святого Еріка. Першими диригентами хору стали Аксель Ниландер та Ейнар Ральф, проте лише у 1952 році колектив здобув відомість під керівництвом диригента Еріка Еріксона. Жоден з диригентів не обіймав свою посаду довше за Еріксона, який був головним диригентом протягом трьох десятиліть. Оцінити майстерність хору за часи його існування змогли слухачі у Росії, Японії, Італії, Швейцарії, США та багатьох інших країнах.
У репертуарі хору присутні такі відомі твори, як «Реквієм» Вольфганга Амадея Моцарта, «Реквієм» Джузеппе Верді, «Симфонія № 9» Людвіга ван Бетховена, «Цар Едіп» Ігоря Стравинського, а також інші відомі класичні твори як світових, так і шведських композиторів, серед яких Вільгельм Стенгаммар, Карл-Біргер Бломдаль, Ларс-Ерік Ларссон, Нільс Ліндберг тощо.

## Головні диригенти
- 1925–1952 Аксель Ниландер and Ейнар Ральф
- 1952–1982 Ерік Еріксон
- 1982–1985 Андерс Ервалль
- 1986–1994 Густаф Шеквіст
- 1995–2001 Тону Кальюсте
- 2002–2005 Стефан Паркман
- 2007-…. Петер Дейкстра